# Michael Fried (Mediziner)
Michael Fried (* 1952 in Warschau) ist ein Schweizer Facharzt für Innere Medizin, Gastroenterologie und Hepatologie. Er war langjähriger Direktor der Klinik für Gastroenterologie und Hepatologie am Universitätsspital Zürich.

## Leben
Michael Fried wurde 1952 in Warschau geboren. Seine Eltern waren Überlebende der Schoa. 1956 emigrierte die Familie nach Israel, wo Fried bis 1959 in Tel Aviv lebte. Anschließend zog die Familie nach Frankfurt am Main, wo er aufwuchs.
Fried studierte Medizin an der Freien Universität Berlin und der Technischen Universität München, wo er 1978 promovierte. Seine klinische Ausbildung absolvierte er unter anderem am Kantonsspital St. Gallen und am Universitätsspital Basel. Von 1984 bis 1985 war er als Research Fellow an der UCLA School of Medicine in Los Angeles tätig. 1987 habilitierte er sich an der Universität Basel.
1994 wurde Fried zum ordentlichen Professor für Gastroenterologie und Hepatologie an der Universität Zürich berufen und übernahm die Leitung der Klinik für Gastroenterologie und Hepatologie am Universitätsspital Zürich. Von 1999 bis 2004 war er zudem Vorsteher des Departements Innere Medizin. 
Nach seiner Emeritierung im Jahr 2017 war er am Stadtspital Triemli tätig. Seit 2021 arbeitet er in der GastroPraxis Enge in Zürich.

## Wirken
Fried war von 2002 bis 2016 Vorsitzender des Guidelines Committee der World Gastroenterology Organisation und von 1998 bis 2000 Präsident der Schweizerischen Gesellschaft für Gastroenterologie und Hepatologie. Er ist Mitglied mehrerer Fachgesellschaften, darunter der American Gastroenterological Association und des American College of Gastroenterology.
Zu seinen Forschungsschwerpunkten gehören unter anderem chronisch-entzündliche Darmerkrankungen und funktionelle Magen-Darm-Erkrankungen sowie die Thematik von Guidelines.  Er ist Herausgeber und Mitherausgeber mehrerer wissenschaftlicher Fachzeitschriften, darunter Der Gastroenterologe.
Fried ist Autor von über 600 wissenschaftlichen Publikationen mit mehr als 21.000 Zitationen. Seine Arbeiten erschienen unter anderem in Fachzeitschriften wie The Lancet, Gut, Gastroenterology und The American Journal of Gastroenterology.

## Auszeichnungen
Fried wurde für seine Verdienste in der internationalen Gastroenterologie mehrfach ausgezeichnet:
- Master of the World Gastroenterology Organisation (MWGO) (2015): Die höchste Auszeichnung der WGO für herausragende Beiträge zur weltweiten Entwicklung der Gastroenterologie.
- Brohée-Medaille der WGO (2019): Verliehen für seinen internationalen Beitrag zur Wissenschaft; verbunden mit der Einladung zur Brohée Lecture am World Congress of Gastroenterology in Istanbul.
- Ehrenprofessur (Visiting Professor) an der Hangzhou University (China) (2005): Auszeichnung für die Förderung der wissenschaftlichen Zusammenarbeit mit chinesischen Universitäten.

## Persönliches
Michael Fried ist verheiratet, Vater von zwei Kindern und lebt in Zürich.